# Geusa
Geusa ist ein Ortsteil der Stadt Merseburg im Saalekreis in Sachsen-Anhalt (Deutschland). Zu Geusa gehören die Ortsteile Atzendorf, Blösien und Zscherben.

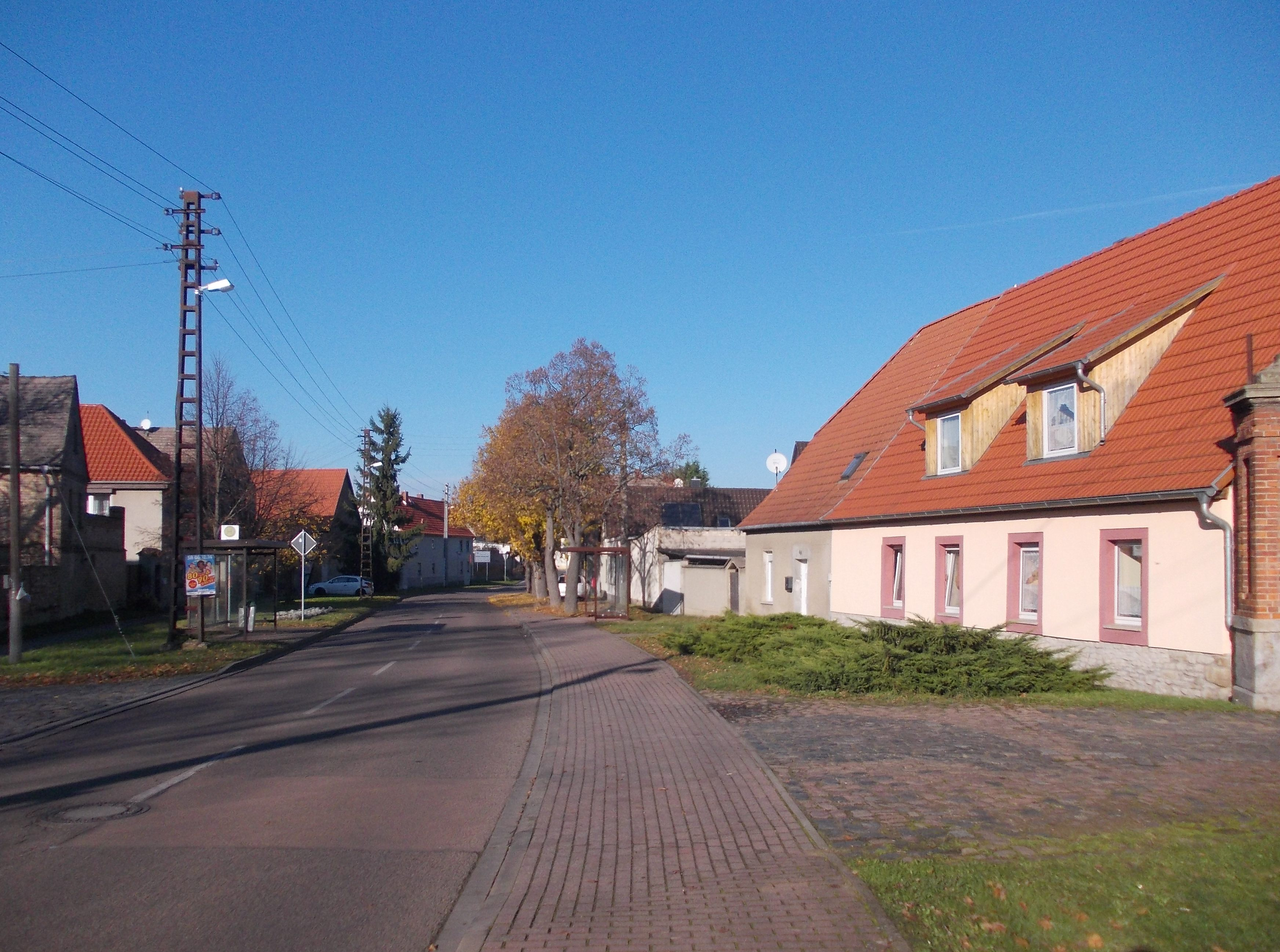
Geusaer Dorfstraße

## Geografie
Geusa liegt etwa fünf Kilometer westlich von Merseburg. Südwestlich des Orts befindet sich der Geiseltalsee. Zwischen den Orten Geusa und Blösien verläuft die A38.

## Geschichte

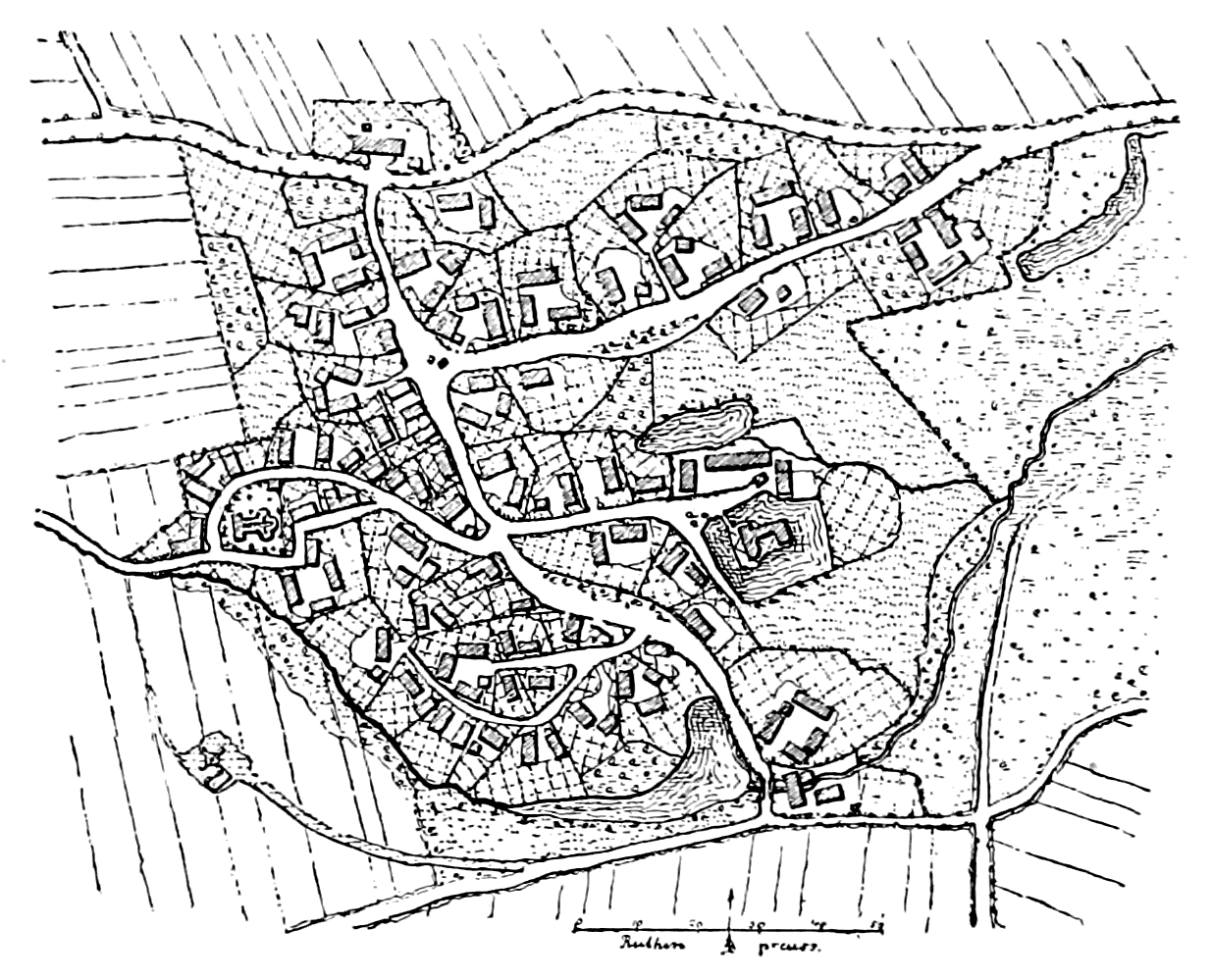
Ortsplan von 1897

In einem zwischen 881 und 899 entstandenen Verzeichnis des Zehnten des Klosters Hersfeld wird Geusa als zehntpflichtiger Ort Husuuua im Friesenfeld erstmals urkundlich erwähnt. Der ursprüngliche Ortsname bedeutet Haus in/bei der Aue.
Geusa gehörte im Frühmittelalter zu den 27 Küchendörfern, denen die Versorgung der von König Heinrich I. eingerichteten Pfalz Merseburg oblag. Das ursprünglich thüringische Rittergeschlecht derer von Geusau, das in Geusa seinen Stammsitz hatte, ist im Jahr 1116 mit Gerlach von Geysaha erstmals urkundlich verbürgt. Ab 1431 gehörte das Rittergut zu Geusa der Familie von Bothfeld, die 1537 im heutigen Rohrwiesenweg ein Hospital errichten ließ, das 1657 einem Brand zum Opfer fiel. Auch stifteten die von Bothfeld 1562 eine der Heiligen Katharina geweihten Kapelle, die sich zwischen Geusa und Atzendorf befand.
Nachdem Geusa bereits im Thüringisch-hessischen Erbfolgekrieg (1247–1264) stark zerstört und die umliegenden Dörfer Azilinsdorf auf dem Eselsberg südlich Geusas und Zibuckesdorf an der Rohrwiese in Richtung Blösien wüst gefallen waren, kam es während des Dreißigjährigen Krieges ab 1635 zu vermehrten Einquartierungen erst kaiserlicher, ab dem Folgejahr auch schwedischer Truppen unter Feldmarschall Johan Banér. Die örtliche Bevölkerung zog sich vor den plündernden Schweden nach Merseburg oder in die nur schwer zugänglichen Sümpfe im Umland zurück.
Über den Jahreswechsel 1640 zu 1641 kam es in Merseburg zu einem Hexenprozess gegen die erst 9-jährige Gertrud Bock aus Geusa. Es handelt sich hierbei um den letzten Akt der Hexenverfolgung im Raum Merseburg.
Ab 1657 gehörte Geusa im hochstiftlich-merseburgischen Amt Merseburg zu dem vom sächsischen Kurfürst Johann Georg I. für seinen dritten Sohn Christian I. eingerichteten, bis zum Aussterben dieser Linie der Wettiner im Jahr 1738 bestehenden Herzogtum Sachsen-Merseburg. In dieser Zeit wuchs die vom Krieg dezimierte Bevölkerung wieder, die Wirtschaft prosperierte. Ab 1725 residierte das preußische Grafenhaus derer von Zech auf Geusa.
1738 fiel das Herzogtum Sachsen-Merseburg, dem Geusa und seine heutigen Ortsteile angehörten, an das Kurfürstentum Sachsen zurück. Geusa wurde sowohl von den preußischen Einfällen in Sachsen während des Siebenjährigen Krieges (1756–1763) als auch von diversen Einquartierungen preußischer Truppen im Vorfeld der Schlacht bei Jena und Auerstedt am 14. Oktober 1806 in Mitleidenschaft gezogen. Unter anderen befand sich in Geusa vom Januar bis zum März 1806 ein Feldlazarett.
Auf dem Wiener Kongress 1815 wurde Geusa wie der gesamte Westen und Norden des mit Napoleon Bonaparte verbündeten Königreichs Sachsen Preußen zugesprochen. Fortan gehörte Geusa zum Kreis Merseburg im gleichnamigen Regierungsbezirk Merseburg der neu gebildeten preußischen Provinz Sachsen. Ende des 19. Jh. entstanden in Merseburg und Umgebung die ersten Industriebetriebe. Dies führte zu tiefgreifenden Veränderungen in den dörflichen Gemeinden. Im Zeitraum von 1910 bis 1930 wuchs die Einwohnerzahl in Geusa um rund 50 Prozent.
Während des Zweiten Weltkrieges waren in Geusa, bedingt durch die Nähe zu den Industrieanlagen in Buna und Leuna, viele Opfer und erhebliche Schäden durch alliierte Luftangriffe zu beklagen. So wurden die Kirche und das Herrenhaus am 29. Juli 1944 getroffen. Letzteres wurde nach dem Krieg abgerissen.
Nach dem Krieg wurde durch Kollektivierung der Landwirtschaft die LPG (Landwirtschaftliche Produktionsgenossenschaft) gegründet. Am 1. Juli 1950 entstand die Großgemeinde Geusa aus Atzendorf, Blösien, Geusa und Zscherben. Bis 1990 kam es in Geusa zu starken Abwanderungen von Familien, besonders in die Neubaugebiete nach Halle-Neustadt und Halle-Silberhöhe, die bessere Wohn- und Arbeitsbedingungen boten.
Nach 1990 entstanden kleine und mittlere Unternehmen, eine Reihe von neuen Wohngebieten und bessere Möglichkeiten zur Naherholung durch den Geiseltalsee. Die Bevölkerungszahl stieg im Zeitraum 1997 bis 2004 von etwa 1250 auf 1500 Einwohner, obwohl die Nachfrage nach Baugrundstücken im Raum Merseburg insgesamt rückläufig war.
Von 1994 bis 2009 gehörte Geusa zur Verwaltungsgemeinschaft Merseburg. Bis zur Eingemeindung nach Merseburg am 1. Januar 2010 war Geusa eine selbständige Gemeinde mit den zugehörigen Ortsteilen Atzendorf, Blösien und Zscherben. Letzter Bürgermeister Geusas war Hans-Joachim Koziel.
Da durch die Eingemeindung der Ortsteile zahlreiche Straßen im Stadtgebiet von Merseburg mehrfach verwendet wurden, beschloss der Stadtrat im September 2018 eine Umbenennung von insgesamt 45 Straßen. Bis zum April 2019 konnten Bürger Vorschläge einreichen und für diese online votieren. In der Folge wurden zum 1. November 2019 fünf Straßen in Geusa umbenannt, darunter auch die Goethe- und die Geusaer Straße, die als Hauptverkehrswege das Dorf vollständig von Ost nach West durchqueren. Dabei wurden örtliche Bezugspunkte (z. B. die Dorfteiche, der Rotthügel sowie ein Ellern genanntes Wäldchen) namensgebend.

## Religionen
2009 wurde das Evangelische Kirchspiel Geusa in den Kirchengemeindeverband Unteres Geiseltal eingegliedert, dem u. a. auch die Nachbarorte Atzendorf, Blösien und Zscherben angehören. Der Gemeindeverband gehört zu dem Pfarrbereich Leuna/Unseres Geiseltal, in Leuna befindet sich auch das zuständige Pfarramt. Gottesdienste finden in der Regel im Wechsel (alle drei Wochen) in Atzendorf, Blösien und Geusa statt.
Die katholische Kirche unterhält kein Gotteshaus in Geusa. Die Gläubigen werden von der katholischen Pfarrei St. Norbert in Merseburg betreut.

### Kirchengebäude

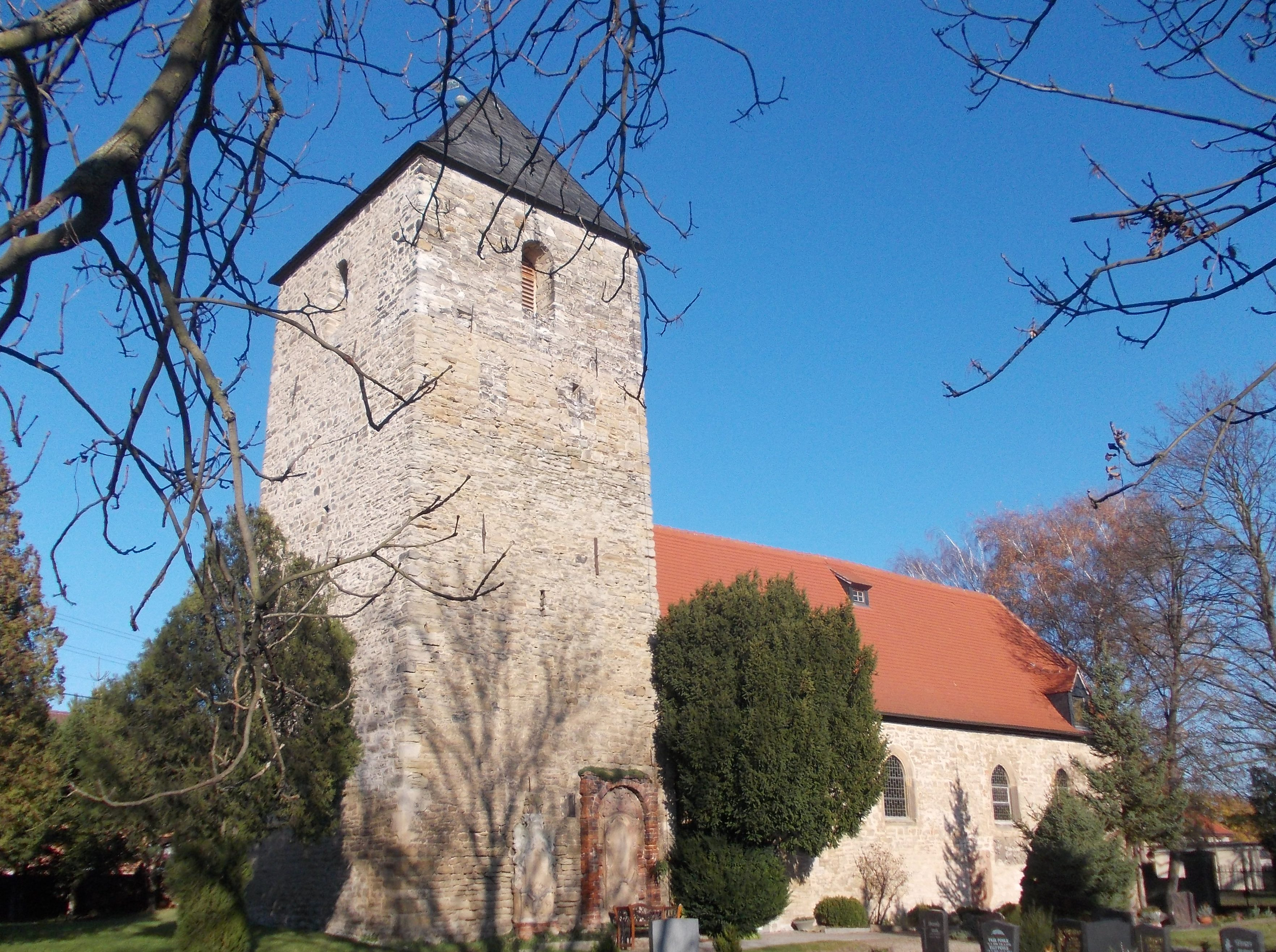
Kirche St. Georg Geusa

Die Evangelische Kirche unterhält vier Kirchengebäude und die dazugehörigen Friedhöfe:

#### Kirche St. Georg (Geusa)
Die Kirche St. Georg in Geusa wurde erstmals 1017 urkundlich erwähnt, als Kaiser Heinrich II das Gotteshaus dem von ihm zehn Jahre zuvor wiedergegründeten Bistum Merseburg vermachte. Die Kirche ist im Kern romanisch und wurde im gotischen Stil erweitert. An der Ostwand des Gebäudes finden sich Malereien aus dem 13. Jahrhundert.
Nach ihrer Zerstörung während des Dreißigjährigen Krieges wurde die Kirche 1688 wiederhergestellt, wobei das vormalige Flachdach durch ein barockes Tonnengewölbe ersetzt wurde. Zwei Jahre darauf wurde das ebenfalls kriegszerstörte, zuletzt 1856 grundlegend umgebaute Pfarrhaus erneuert.
Seit dem Jahr 1706 verfügt die Kirche über einen Westturm.
In der Kirche selbst befindet sich ein 1700 errichteter, barocker Flügelaltar, der von dem dänischen Bildhauer Michael Hoppenhaupt geschaffen wurde. Ein abseilbarer Taufengel stammt aus der Werkstatt des Merseburgers Christian Trothe (1676–1732). Im Jahr 1849 erbaute Friedrich Ladegast für die Geusaer Kirche seine erste Orgel.
Der wuchtige Breitturm mit Laterne wurde nach der Zerstörung bei einem Luftangriff am 29. Juli 1944 im Jahre 1950 wiederaufgebaut. Er erhielt ein einfaches Walmdach unter Verzicht auf die Laterne. Zerstört wurde auch die Patronatsloge.

#### Kirche St. Dionysius (Atzendorf)
Die einschiffige, rechteckige Saalkirche St. Dionysius in Atzendorf wurde aus massivem Kalksandstein ca. im 11. Jahrhundert erbaut und ist romanischen Ursprungs. 1695 erfolgte ein Neubau. 1912 wurde das Kirchengebäude unter Benutzung älterer Teile erneuert. Drei Fenstergruppen in der Ostwand des Kirchenschiffs stammen aus dem 17. Jahrhundert. Im Innenbereich des Gebäudes befindet sich ein mit Sternen verziertes hölzernes Tonnengewölbe. Die ebenfalls hölzernen Emporen zeigen in den Brüstungsfeldern barocke Rankenmalereien und Schrifttafeln. Der Altar aus dem Jahre 1695 zeigt Gemälde der Kreuzigung und Auferstehung Christi sowie des Abendmahls. Eine Kanzel und ein sechseckiger Taufstein in Pokalform aus dem 17. Jahrhundert sind weitere Besonderheiten der Kirche. Die Kirche war bei einem Luftangriff schwer beschädigt und nach dem Krieg wiederaufgebaut worden. Außerhalb des Gebäudes befinden sich an der Kirche mehrere barocke Grabdenkmäler.

#### Kirche St. Thomas (Blösien)
Die Kirche Blösien ist ein kleiner, rechteckiger Bau mit eingezogenem quadratischen Chorturm und breiterem dreiseitig geschlossenen Chor. Im Kern ist das Gebäude romanischen Ursprung und um 1250 entstanden.
Eine an einer Ecke des Kirchturmes angebrachte Jahreszahl (1575) weist auf einen Umbau hin. Der Chor- und der in großen Rundbögen geöffnete Turmraum wurde flachgedeckt. Über der kreuzgratgewölbten Sakristei befindet sich eine ehemalige Patronatsloge.
Im Altarraum befindet sich ein Schnitzaltar aus dem späten 15. Jahrhundert, der im Schrein Maria auf der Mondsichel darstellt, umgeben von je vier Heiligen und den zwölf Aposteln. Die Rückseiten des Flügelaltars sind bemalt. In der Kirche ist außerdem ein reich dekorierter Taufstein aus Sandstein in Pokalform und verschiedene hölzerne Epitaphe und Schnitzfiguren früherer adliger Familien des Ortes zu finden.
Die Orgel wurde 1855 von Friedrich Ladegast erschaffen und ist damit einer der ersten Orgeln des berühmten Orgelbauers. Jedes Jahr im Sommer findet im Rahmen der Orgelkonzerte im Merseburger Land ein Konzert statt.
Die Kirche hatte bei einem Luftangriff 1944 schwere Dach- und Fensterschäden erlitten.

#### Kirche Zscherben
Die Kirche in Zscherben ist im Ursprung eine romanische Chorturmkirche und wurde um 1250 errichtet. 1693 wurde das Gebäude baulich verändert. Das breitere, rechteckige Kirchenschiff mit seinem korbbogiger und geputzter Tonnenwölbung wurde um 1730 vollständig erneuert. Aus dieser Zeit stammt auch der hölzerne Kanzelaltar und das geschnitzte Taufbecken mit Lesepultaufsatz. Der Orgelprospekt stammt aus dem 18. Jahrhundert. Seit 1970 wird die Kirche kaum noch für Gottesdienste benutzt. In den 1990er Jahren wurde das Gebäude neu eingedeckt und so vor dem Verfall gerettet.

## Politik
Am 9. Juni 2024 wurde der aktuelle Ortschaftsrat gewählt. Er besteht aus
- AFD: 2 Ortschaftsräte
- CDU: 3 Ortschaftsräte
- Ohne Fraktionszuordnung: 4 Ortschaftsräte

Ortsbürgermeister der Orte Atzendorf, Blösien, Geusa und Zscherben ist Imre Gülle (CDU). Er wurde am 9. Juli 2024 gewählt.

## Kultur und Gemeinwesen

### Sehenswürdigkeiten
Geusa und die ehemaligen Ortsteile beherbergen eine Vielzahl an Einzeldenkmalen und archäologischen Fundstätten. Hervorzuheben sind neben den Kirchengebäuden in Atzendorf, Blösien, Geusa und Zscherben verschiedene Herren- und Bauernhäuser aus dem 16. und 18. Jahrhundert. Während des Zweiten Weltkrieges wurden Teile des alten Gutshofes Geusa (Zech’scher Hof) mit seinen Herrenhaus, Scheunen und Toranlagen stark zerstört. Im Zuge der Bodenreform wurden die Reste der barocken Schlossanlage dem Abriss preisgegeben. Kriegerdenkmale an zentral gelegenen Plätzen in Blösien, Atzendorf und Geusa erinnern an die Folgen der beiden Weltkriege für die Gemeinde.
Geusa ist ein grüner Ort. Landschaftlich reizvoll ist der zwischen Geusa und Atzendorf eingebettete Erlen-Eschen-Auwald und die Untere Geiselniederung in Atzendorf, die wichtige Feuchtbiotope für die Flora und Fauna darstellen und zum Landschaftsschutzgebiet erklärt worden ist.
Am Wegrand zwischen Geusa und Beuna liegt eine Nachbildung des sagenumwobenen
Püppchensteins.

### Gemeinwesen
In Geusa und den ehemaligen Ortsteilen befinden sich folgende soziale Einrichtungen:
- die Kindertagesstätte Knirpsenland in Blösien,
- eine Grundschule mit Hort in Geusa,
- je eine Gaststätte in Geusa und Blösien, dazu drei Pensionen in den Ortschaften,
- eine Kegelbahn in Atzendorf,
- das Vereinshaus der Geusaer Pfingstgesellschaft e. V., die jedes Jahr ein Dorffest durchführt,
- vier Kirchgemeinden in allen Ortsteilen

## Wirtschaft und Infrastruktur

### Verkehr
Geusa liegt in unmittelbarer Nähe zur Bundesautobahn 38, die zwischen Blösien und Geusa verläuft. Die Ausfahrt Merseburg-Süd (25) ist ca. 3 Kilometer, die Ausfahrt Merseburg-Nord/Bad Lauchstädt (26) ca. 2 Kilometer entfernt. Mehrere Brücken über die Autobahn verbinden die Ortsteile. Der mit Toiletten ausgestattete Autobahnparkplatz „Geiseltal“ befindet sich auf Gemeindegebiet.
Bis auf Zscherben liegen die ehemaligen Ortsteile Geusas im Einzugsbereich von Bushaltestellen. In Kernzeiten am Morgen und am Abend verkehren halbstündlich Busse in Richtung Merseburg und Mücheln. Zscherben befindet sich im Einzugsbereich des Straßenbahnnetzes der Stadt Merseburg.
Geusa hat keinen direkten Anschluss an das Netz der Deutschen Bahn AG. Der Bahnhof Merseburg ist jedoch über den Busverkehr bequem innerhalb von 15 Minuten zu erreichen.
Außerhalb des Siedlungsgebietes der ehemaligen Gemeinde Geusa befinden sich gut ausgebaute Rad- und Wanderwege („Rundweg Geiseltalsee“, Radwanderweg „Alte Heerstraße“).

### Wirtschaft
Die Gemeinde Geusa hat in den letzten Jahren den Gewerbepark Geusa vollständig erschlossen und es haben sich dort viele Betriebe angesiedelt (Nettofläche: 8,0 ha, Branchen: Spedition und Logistik, Kunststoffverarbeitung, Metallbau, Dienstleister). Der Gewerbepark Geusa befindet sich auf dem Gelände einer ehemaligen NVA-Kaserne, in der in der zweiten Hälfte der 1980er Jahre einige hundert Bausoldaten stationiert waren, die vor allem in den maroden chemischen Buna-Werken und in den Leuna-Werken zu arbeiten hatten. Anfang 2008 wurden die leerstehenden Gebäude der ehemaligen Kaserne abgebrochen.
In Blösien befindet sich die zentrale Aus- und Weiterbildungsstätte des Landkreises Saalekreis (ehemals Zentralstelle für agrochemische Anwendungsforschung).
Der überwiegende Teil der landwirtschaftlichen Nutzflächen wird von drei größeren Unternehmen bewirtschaftet. Sie betreiben überwiegend hochspezialisierten Ackerbau auf großen zusammenhängenden Flächen.

## Persönlichkeiten
- Otto Küstermann (1837–1913), von 1867 bis 1902 Pfarrer in Geusa, regional bekannter Heimatforscher.
- Otto Scholz (1916–2010), gebürtig aus Geusa, Chirurg, Chefarzt der Stralsunder Chirurgischen Klinik.
- Bernhard Spring (* 1983), von 1992 bis 2005 wohnhaft in Geusa, Schriftsteller und Journalist. Sein Roman Folgen einer Landpartie (Mitteldeutscher Verlag 2010) handelt auf dem Rittergut Geusa.[11]